# Gene Towne
Gene Towne (27 de março de 1904 – 17 de março de 1979) foi um roteirista norte-americano. Ele escreveu para 47 filmes entre 1921 e 1958. Ele nasceu em Nova Iorque e morreu em Woodland Hills, Califórnia, vítima de um ataque cardíaco.

## Filmografia selecionada
- Lady Be Good (1928)
- Outcast (1928)
- The Czar of Broadway (1930)
- Wrestling Swordfish (1931)
- Business and Pleasure (1932)
- Broadway Through a Keyhole (1933)
- Shanghai (1935)
- Mary Burns, Fugitive (1935)
- She Couldn't Take It (1935)
- You Only Live Once (1937)
- Ali Baba Goes to Town (1937)
- Eternally Yours (1939)